# حزب ملی‌گرای بنگلادش
حزب ملی‌گرای بنگلادش (بنگالی: বাংলাদেশ জাতীয়তাবাদী দল , کوته‌نوشت بی ان پی (BNP) یا حزب ملی‌گرا) از احزاب اصلی در بنگلادش است. بی ان پی که در ۱ سپتامبر ۱۹۷۸ توسط رئیس‌جمهور فقید بنگلادش ، ضیاء الرحمن، با هدف متحد کردن مردم با یک ایدئولوژی ناسیونالیستی تأسیس شد، بعداً به عنوان یکی از دو حزب مسلط در بنگلادش همراه با رقیب اصلی خود عوامی لیگ ظهور کرد. این حزب که در ابتدا یک حزب میانه‌روی خیمه بزرگ بود، بعداً به سمت سیاست‌های راستگرایانه‌تر حرکت کرد.
بی ان پی که به عنوان «حزب مبارزان آزادی میدان نبرد» شناخته می‌شود، پس از انتخابات ریاست جمهوری ۱۹۷۸ توسط ضیاء الرحمن تأسیس شد و او تا زمان ترورش در سال ۱۹۸۱ در رهبری آن باقی ماند. پس از ترور رحمان، بیوه وی، خالده ضیا، رهبری حزب را بر عهده گرفت و تا زمان زندانی شدنش در سال ۲۰۱۸ ریاست حزب را بر عهده داشت. از آن زمان، طارق رحمن، پسر رحمن و ضیا، به عنوان سرپرست ریاست عمل کرده و امور حزب را از لندن اداره می‌کند.
از زمان تأسیس، بی ان پی به ترتیب در انتخابات ریاست جمهوری ۱۹۷۹ و ۱۹۸۱ و همچنین در انتخابات عمومی ۱۹۹۱، ۱۹۹۶، و 2001 پیروز شده است. حکومت‌هایی که تحت نظام نیمه ریاست‌جمهوری تشکیل می‌شد توسط ضیاء الرحمن رهبری می‌شد و جمهوری‌های پارلمانی توسط خالده ضیا، که نخست‌وزیر بود، رهبری می‌شد. این حزب با کسب ۱۱۶ کرسی در هفتمین دوره انتخابات سراسری ژوئن ۱۹۹۶ رکورد بزرگ‌ترین اپوزیسیون تاریخ انتخابات پارلمانی کشور را در اختیار دارد. این کشور در حال حاضر پس از انتخابات عمومی ۲۰۱۸ ۷ نماینده در پارلمان دارد.
شاخه دانشجویی بی ان پی یک نیروی محرکه در قیام سال ۱۹۹۰ علیه حکومت استبدادی ارشاد بود که با سقوط آن حکومت و احیای دموکراسی در بنگلادش به اوج خود رسید.  بیگم خالده ضیا که از سال ۱۹۸۳ به عنوان رئیس حزب فعالیت می‌کرد، به عنوان اولین زن نخست‌وزیر بنگلادش و دومین نخست‌وزیر زن یک کشور اکثریت مسلمان پس از بی نظیر بوتوی پاکستان انتخاب شد.
بیگم خالده ضیا رئیس هیئت مدیره حزب و طارق رحمان معاون ارشد و میرزا فخرالاسلام علمگیر دبیرکل آن هستند.

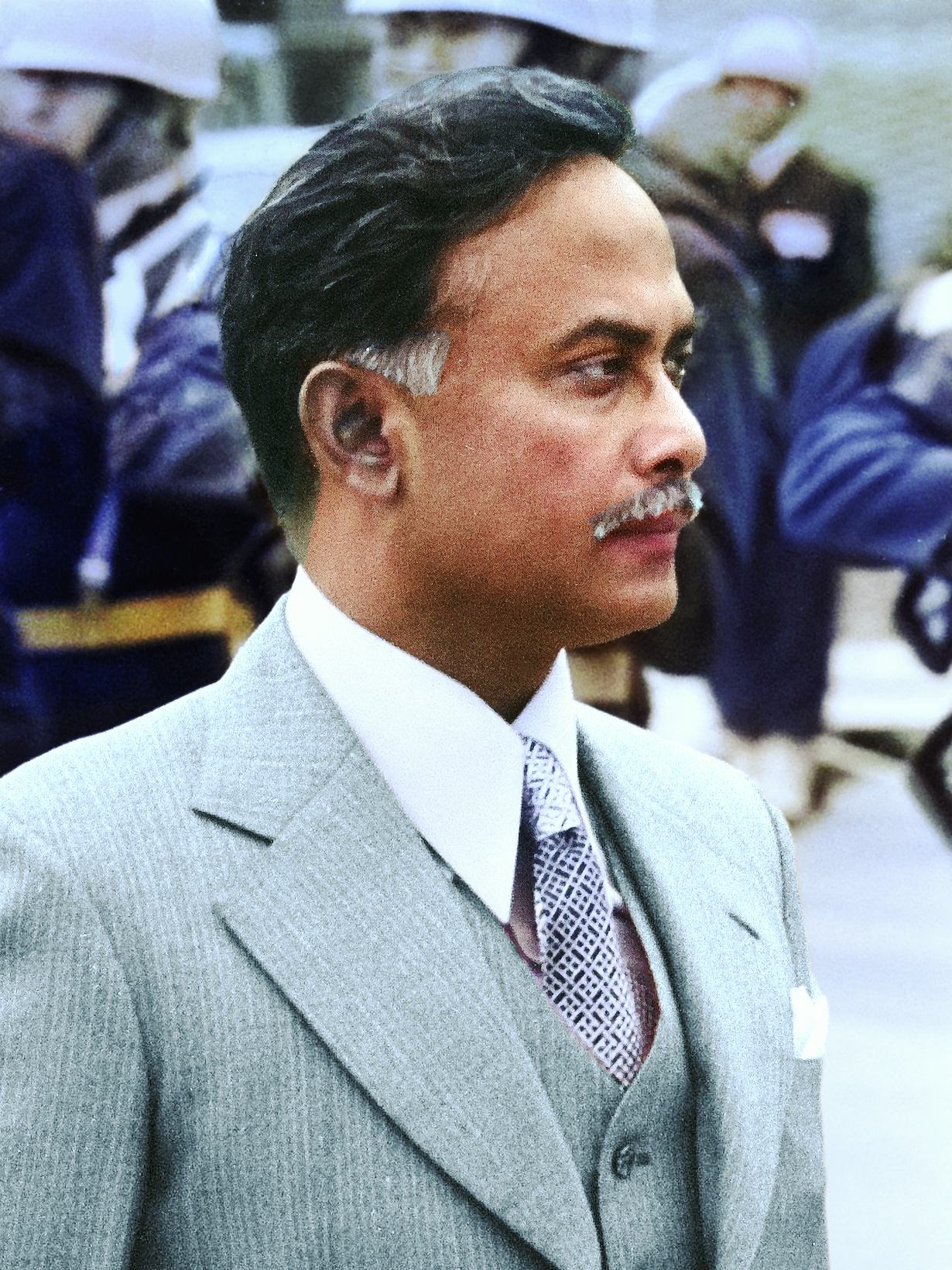
بنیانگذار این حزب، رئیس‌جمهور ضیاء الرحمن

## ایدئولوژی
حزب ملی‌گرای بنگلادش یک حزب بزرگ خیمه‌ای است که به عنوان حزبی در میانه، راست میانه، یا جناح راست ذکر شده است. از طیف سیاسی، و به گونه‌های مختلف به عنوان محافظه کار، محافظه کار ملی، و از نظر اقتصادی لیبرال توصیف شده است.
در وب سایت رسمی حزب، اصول بنیادین آن عبارتند از: «ایمان و اعتماد کامل به خدا»، ناسیونالیسم بنگلادشی، دموکراسی و سوسیالیسم «به معنای عدالت اقتصادی و اجتماعی». کارشناسان سیاسی مانند پروفسور سراج الاسلام چاودوری، استاد سابق دانشگاه داکا، بر این باورند که تعریف ایدئولوژیک BNP تنها پس از تأسیس حزب به وجود آمد.

### دین
موضع BNP در مورد مذهب مختلط و محل بحث است. مانیفست مؤسس BNP ادعا می‌کند که مردم بنگلادش می‌خواهند «... آن ایمان و اعتماد همه‌جانبه به خداوند متعال، دموکراسی، ملی‌گرایی را ببینند». اگرچه این حزب رسماً خود را اسلامی نمی‌داند، اما وب‌سایت رسمی آن بیان می‌کند که هدف این حزب «حفظ ارزش‌های قدیمی انسانی مردم بنگلادش از طریق آموزه اسلام - مذهب اکثریت مردم بنگلادش و سایر ادیان» است. پس از به دست گرفتن قدرت، ضیاء الرحمن یک فرایند اسلامی سازی تحت حمایت دولت را به راه انداخت که تأثیر قابل توجهی بر جامعه و فرهنگ بنگلادش داشت.
در عین حال، این حزب همچنین آزادی مذهبی و مدارا را به عنوان یکی از مؤلفه‌های ناسیونالیسم بنگلادشی ترویج می‌کند. بسیاری از رهبران مؤسس این حزب غیر مسلمان بودند. ضیاءالرحمن حکومت دینی را به عنوان سیستم حکومتی بنگلادش رد کرد.  علاوه بر این، در سال ۲۰۲۳، اقبال حسن محمود توکو، رهبر BNP ادعا کرد که این حزب سکولار است. به گفته مالک، BNP به معنای سنتی یک حزب مبتنی بر مذهب نیست و موضعی معتدل در مورد مذهب دارد. موضع BNP برای محافظه کاری نشان دهنده «ترکیبی از آداب و رسوم سنتی بنگالی و اسلام میانه‌رو» است. اما همچنان، به دلیل همدلی این حزب با اسلام، احزاب اسلام‌گرا مانند جماعت اسلامی به آن به عنوان شریک ائتلافی راحت تری نسبت به همتایش لیگ عوامی نگاه می‌کنند.
بر اساس گزارشی از داکا تریبون، با شروع چیرگی رهبران ارتجاعی بر بی ان پی کرده‌اند، این حزب از موضع سنتی لیبرال - مرکزی خود به سمت یک موضع راست گراتر حرکت می‌کند. در جریان همسویی دولت BNP با جماعت اسلامی بین سال‌های ۲۰۰۱ و ۲۰۰۶، این حزب به جای توسعه خود در راستای سیاست‌های جناح راست «تسلیم تروریسم و بنیادگرایی شد».

## سیاست‌های

### سیاست خارجی
هدف اصلی سیاست خارجی BNP حفظ روابط خوب با جهان غرب، جهان اسلام و جهان سوم و همچنین حفظ رابطه متوازن با هند است. BNP بارها به عنوان شکاک به هند توصیف شده است. پس از اینکه ضیا الرحمن به ریاست جمهوری رسید، دولت او شروع به فاصله گرفتن از هند کرد. برخی منابع می‌گویند که روابط هند و بنگلادش در دوران ریاست جمهوری رحمان در بدترین حالت خود بوده است. ۹۳ سیاست خارجی محور ضدهند-شوروی آغاز شد: ۹۴ در ۱۱ دسامبر ۱۹۹۱، خالده ضیا، نخست‌وزیر وقت، در مصاحبه ای با هندو گفت: «ما نمی‌خواهیم شاهد ظهور هیچ قدرت بزرگی در این منطقه باشیم، زیرا صلح، ثبات و تعادل را در این منطقه برهم خواهد زد.» در اینجا منظور او هند به عنوان قدرت اصلی بود: ۱۱۷ در سال ۲۰۲۴، برخی از رهبران BNP، از جمله روح الکبیر رضوی، به کمپین «بایکوت هند» پیوستند.

## کتابشناسی
- Ahmed, Mahiuddin (2016), BNP: Somoy-Osomoy বিএনপি সময়-অসময় (به بنگالی), Prothoma, ISBN 978-984-91762-51
- Hasan, Mubashar (2020). Islam and Politics in Bangladesh: The Followers of Ummah. Singapore: Springer Nature. ISBN 978-981-15-1116-5.
- Huq, Abdul F. (1984). "The problem of National Identity in Bangladesh". Journal of Social Studies. 24: 47–73.
- Islam, AKM Maidul (2015), Atmosottar Rajniti Ebong Amar Bhabna আত্মসত্তার রাজনীতি এবং আমার ভাবনা (به بنگالی), Hatekhari
- Khan, Manjur Rashid (2015), Amar Sainik Jibon: Pakistan theke Bangladesh আমার সৈনিক জীবনঃ পাকিস্তান থেকে বাংলাদেশ (به بنگالی), Prothoma, ISBN 978-984-33-3879-2
- Rahman, Mohammad Habibur (2013),  বাংলাদেশের রাজনৈতিক ঘটনাপঞ্জি ১৯৭১-২০১১ [Bangladesh Political Events (1971–2011)] (به بنگالی), Prothoma, ISBN 978-984-90255-6-6
- van Schendel, Willem; Guhathakurta, Meghna (2013). The Bangladesh Reader: History, Culture, Politics. Duke University Press. p. 550. ISBN 978-0-8223-5318-8.
- Siddiqui, Kamal; Ahmed, Jamshed; Siddique, Kaniz; Huq, Sayeedul; Hossain, Abul; Nazimud-Doula, Shah; Rezawana, Nahid (2010). Social formation in Dhaka, 1985-2005: a longitudinal study of society in a third world megacity. Ashgate. ISBN 978-1-4094-1103-1.